# Wegweiser (Halberstädter Straße / Steinholztriftweg, Quedlinburg)

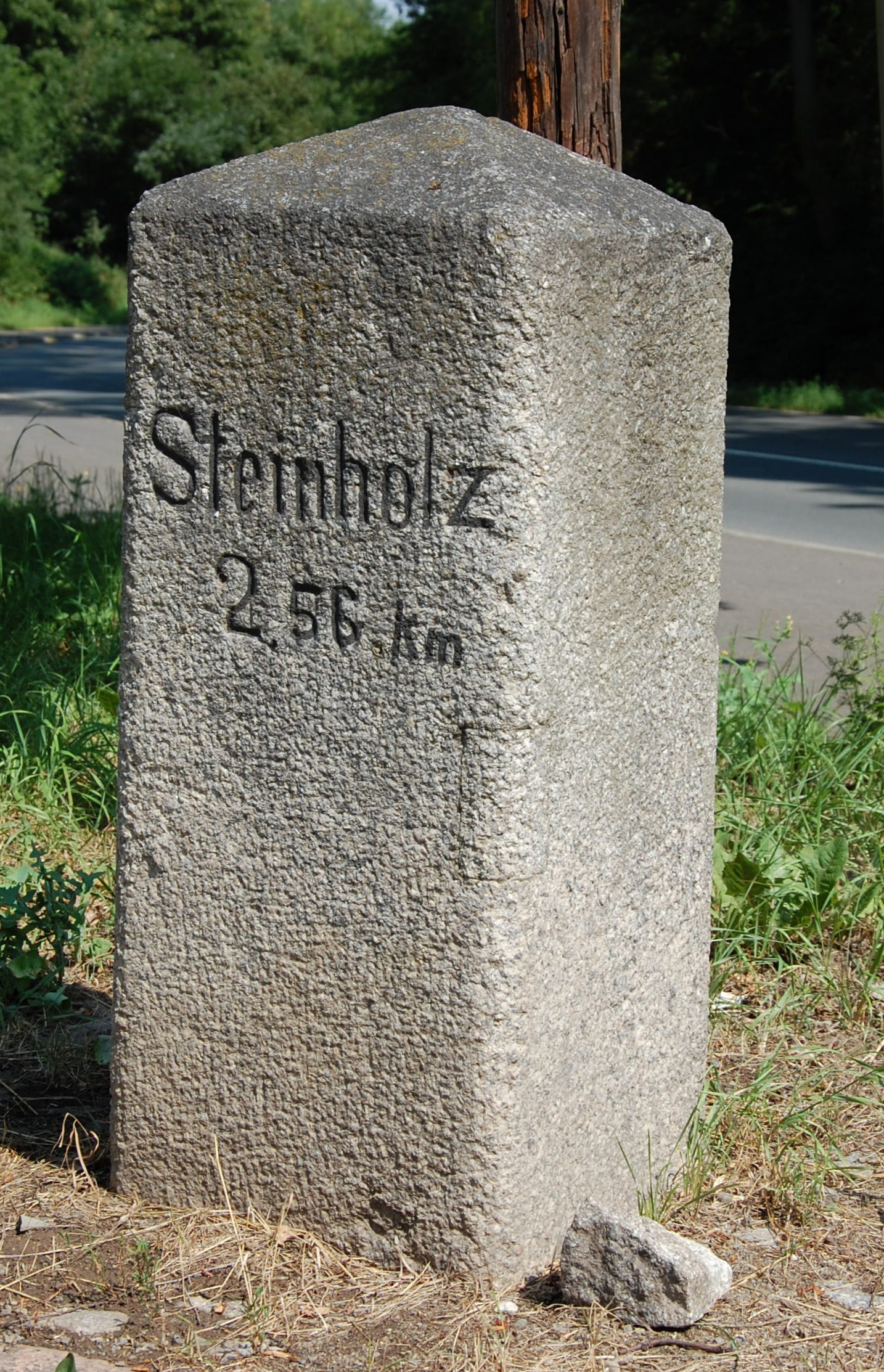
Wegweiser

Der Wegweiser an der Einmündung des Steinholztriftwegs auf die Halberstädter Straße in Quedlinburg in Sachsen-Anhalt ist ein denkmalgeschützter Wegweiser.

## Lage
Der im Quedlinburger Denkmalverzeichnis eingetragene Wegweiser befindet sich an der Kreisstraße 1360 am nördlichen Ortsausgang Quedlinburgs. Das Kleindenkmal ist als Baudenkmal registriert und trägt die Erfassungsnummer 094 46402.

## Anlage und Geschichte
Der kleine aus Granit bestehende Distanzstein wurde wohl in der Zeit um 1900 von der Stadt Quedlinburg errichtet. Er gibt in Kilometern die Entfernung zum Steinholz mit 2,56 km an.
Ende des 20. Jahrhunderts hatte sich der Stein nach Westen geneigt und wurde dann neu gesetzt.